# Histoire du Monténégro

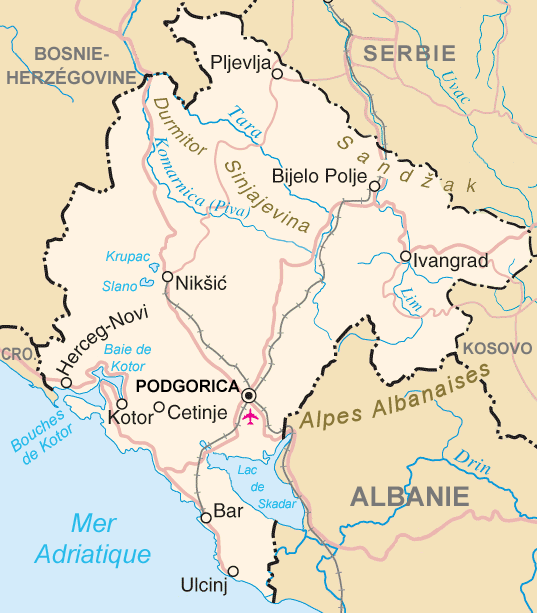
Monténégro (2024).

Le Monténégro (en BCMS Crna Gora ; en albanais Mali i Zi), bien qu'étant le dernier État d'Europe à avoir obtenu son indépendance, possède une histoire longue de plusieurs siècles, imbriquée dans celle de la Serbie et de la Yougoslavie.
En 2024, ce petit pays des Balkans, sur un territoire de 13 812 km2, abrite une population d'environ 600 000 habitants, Monténégrines et Monténégrins, parlant le monténégrin et/ou le serbe. La diaspora monténégrine serait aussi importante, dans les pays proches, dont la Serbie, mais aussi aux États-Unis, en Argentine, Allemagne, France.

## Préhistoire

Les Balkans. Leur limite au nord est fixée par les fleuves Danube-Save-Kupa, excluant de facto la Slavonie croate et la Voïvodine serbe des Balkans.

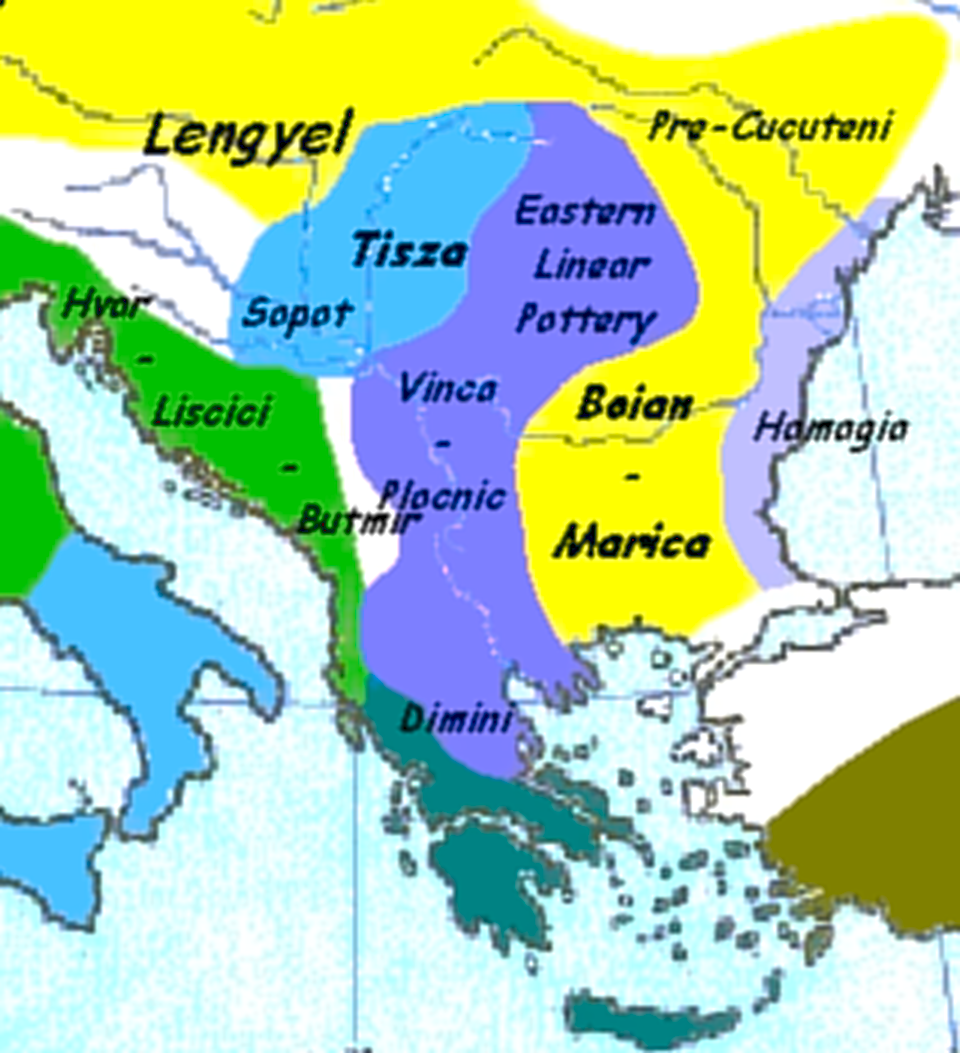
Europe du Sud-Est : cultures au néolithique

Le Monténégro abrite un ensemble d'art rupestre en baie de Kotor. Appelés communément les dessins préhistoriques de Lipçi, ils sont situés dans le village du même nom, et représenteraient une scène de chasse au chevreuil ainsi que plusieurs svastikas. Ces dessins ont été réalisés sur la paroi d’un rocher. Pour les observer, il faut monter une petite route étroite accessible depuis la route principale longeant la mer jusqu'à un parking où un panneau rouillé indique le chemin de la paroi rocheuse où se trouvent les dessins, découverts en 1957. Les chercheurs s’accorderaient à dire que les dessins ont été réalisés entre 1600 et 1200 avant J.-C. donc à l’Âge de Bronze. Cependant les recherches les plus récentes montreraient des similitudes avec d’autres dessins situés dans les Alpes italiennes et qui eux dateraient du Xe siècle av. J.-C. La théorie générale qui prévaut est que ces dessins ont été réalisés au Néolithique tout comme le suggérait l’étude première en 1957. Parmi les théories les plus récentes, on s’accorde à penser que les peintures rupestres du Monténégro, en sont un mélange qui témoigne d’une période de transition entre le Mésolithique et l’âge de Bronze et d’une influence d’un continent que la science moderne appelle aujourd’hui le continent eurasiatique dont la plus grande partie fut englobée au 5e siècle av. J.-C. dans l’Empire romain.
- Europe néolithique
- Culture de Vinča
- Culture de la céramique cardiale
- Préhistoire des Balkans

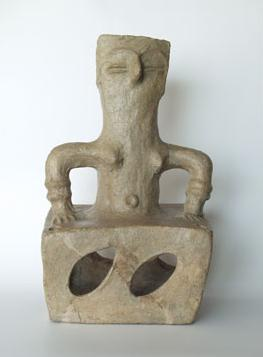
Tumba Madžari

- Culture de Glasinac-Mati (1600-300)
- Culture d'Anzabegovo-Vršnik (5300-4200), Tumba Madžari

## Antiquité
Des colonies grecques s'établissent sur la côte du Monténégro au cours des VIIe et VIe siècles av. J.-C.. Puis, au IVe siècle av. J.-C., les Celtes s'y installent.
Le Monténégro est peuplé par des tribus Illyriennes dès le IIIe siècle av. J.-C. et un royaume illyrien se développe autour de Scutari, sa capitale.
Les Romains mènent plusieurs expéditions punitives contre les pirates de la côte monténégrine puis en font la conquête vers 168 av. J.-C. Plus tard, en 297, le territoire fut rattaché à la province de Dalmatie supérieure. En 395, il est rattaché à l'Empire romain d'Orient. Aux Ve et VIe siècles le Monténégro est ravagé par les invasions avars et goths.
Des tribus slaves (qui se mélangent par ailleurs aux tribus précédentes) commencent à affluer, tout en s'organisant politiquement, dans la région dès la fin du VIIe siècle.

Routes romaines au Monténégro
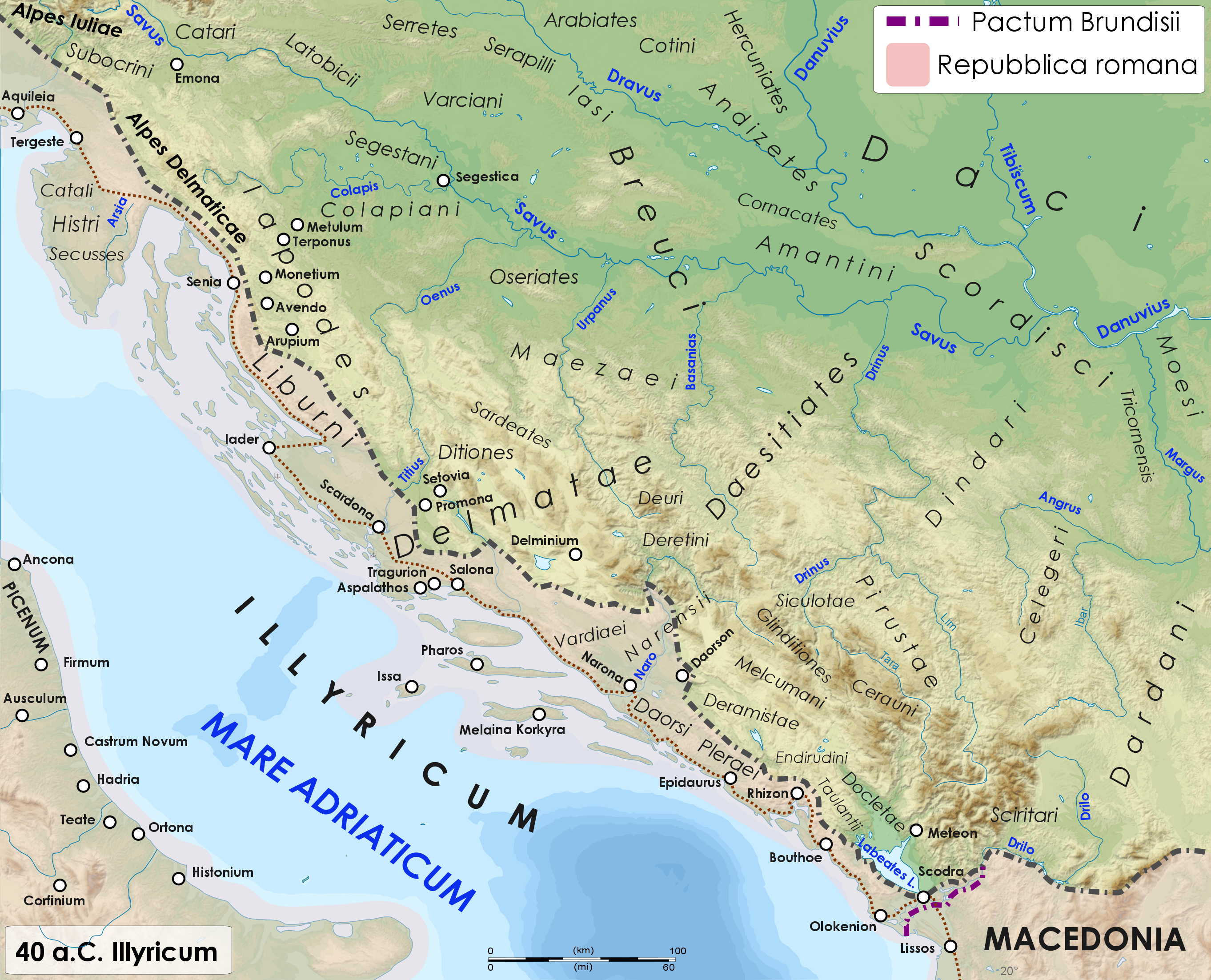
Illyrie romaine au Ier siècle av. J.-C.
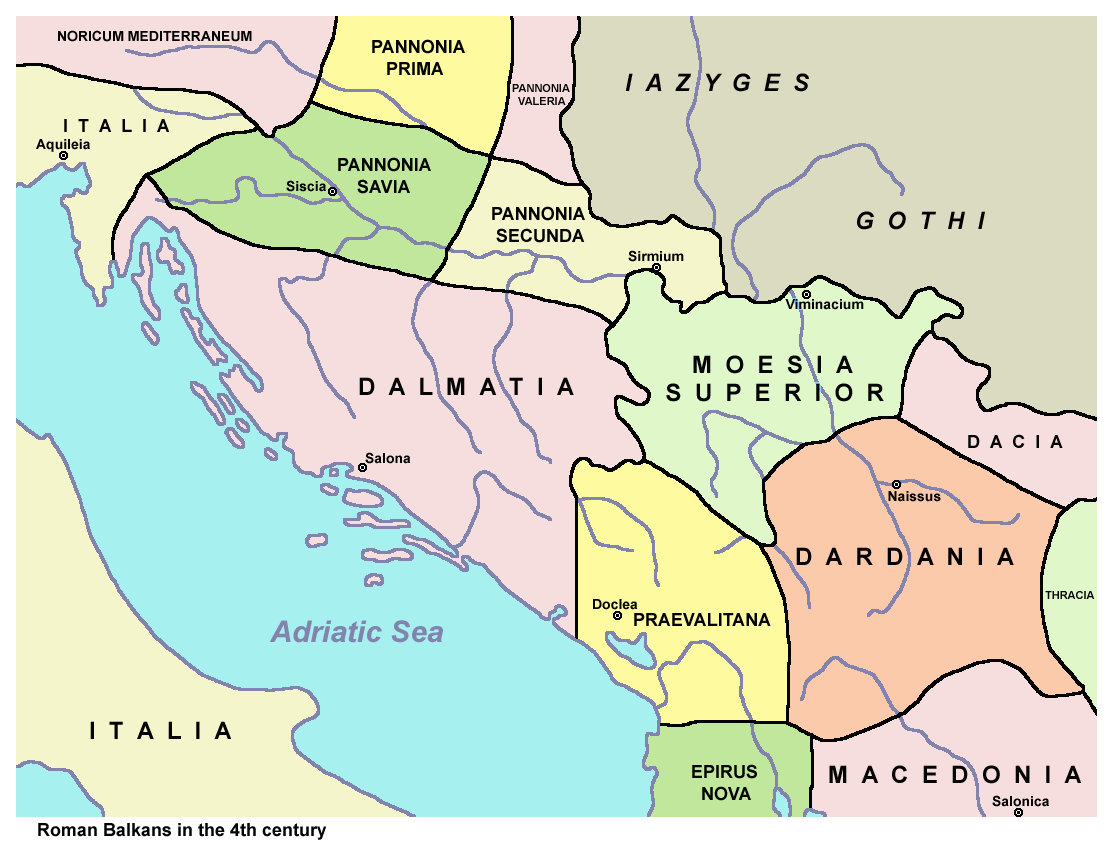
Prévalitaine, Dalmatie et Mésie au IVe siècle
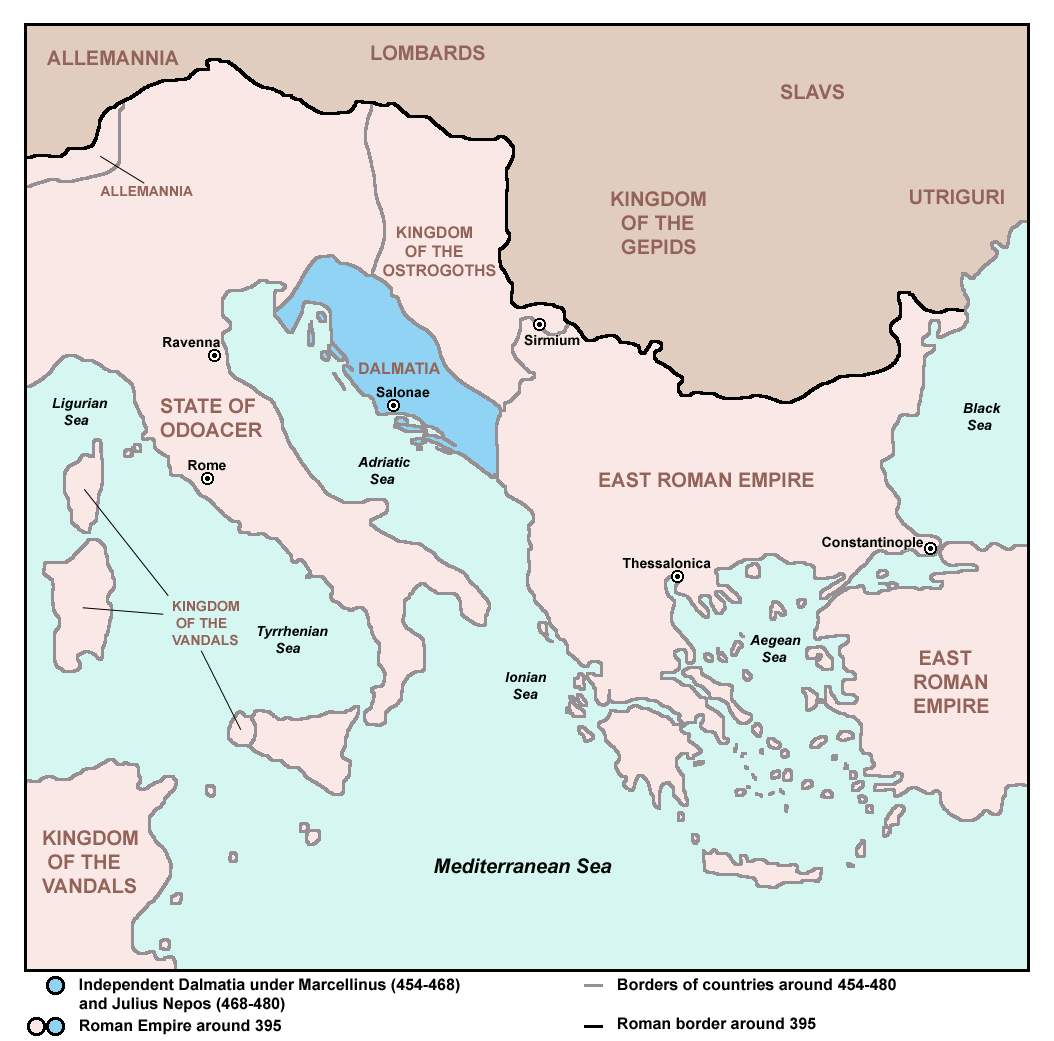
Dalmatie indépendante 450-480, et Empire byzantin

- Liste d'anciennes tribus en Illyrie (en)
- Installations celtes dans l'Europe du Sud-Est, celticisation (en), Galates, La Tène
- Prévalitaine, Dardanie (Balkans)
- Liste des noms latins des villes des Balkans
- Slaves, Slaves méridionaux

## Moyen Âge

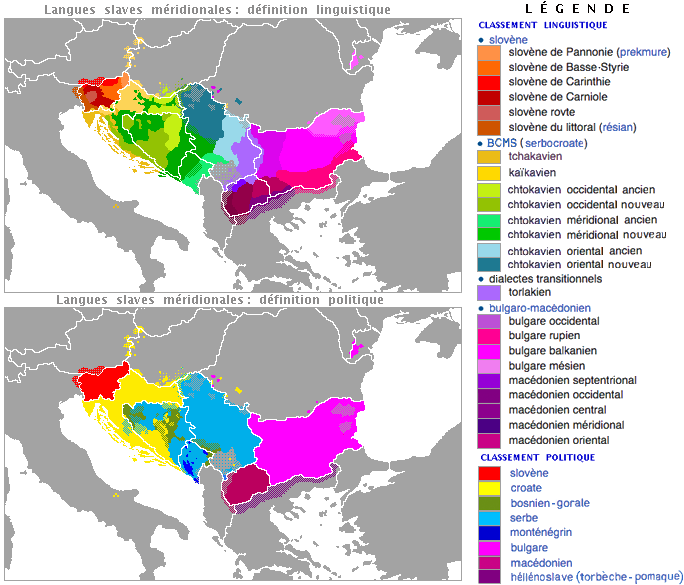
Continuum linguistique et définitions politiques (statistiques) des langues slaves méridionales
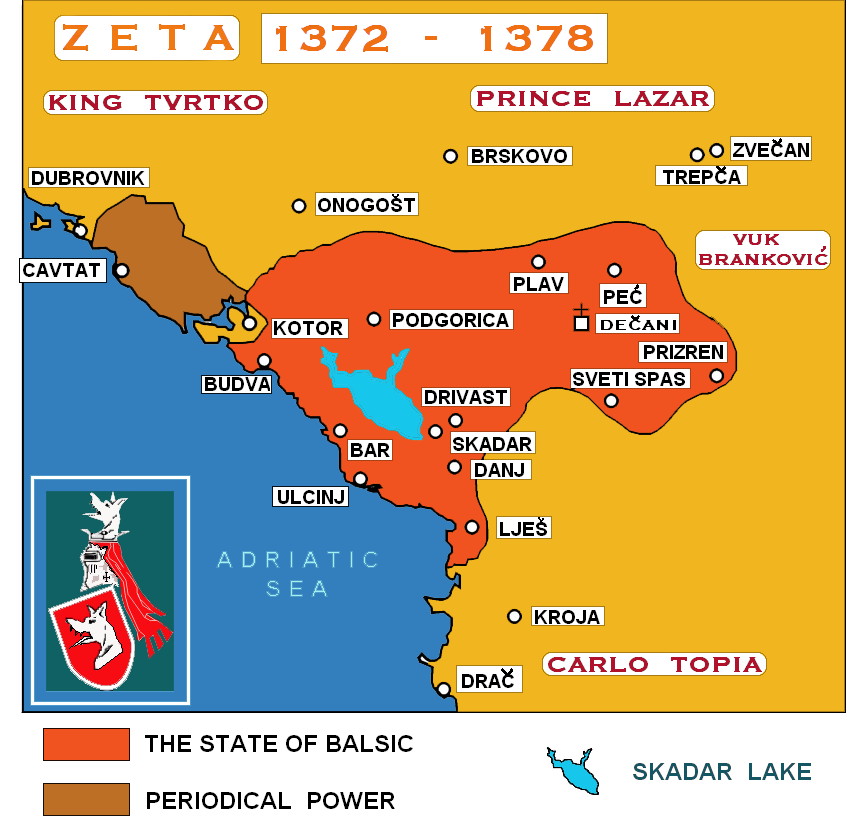
Le Monténégro sous la dynastie des Balšićs
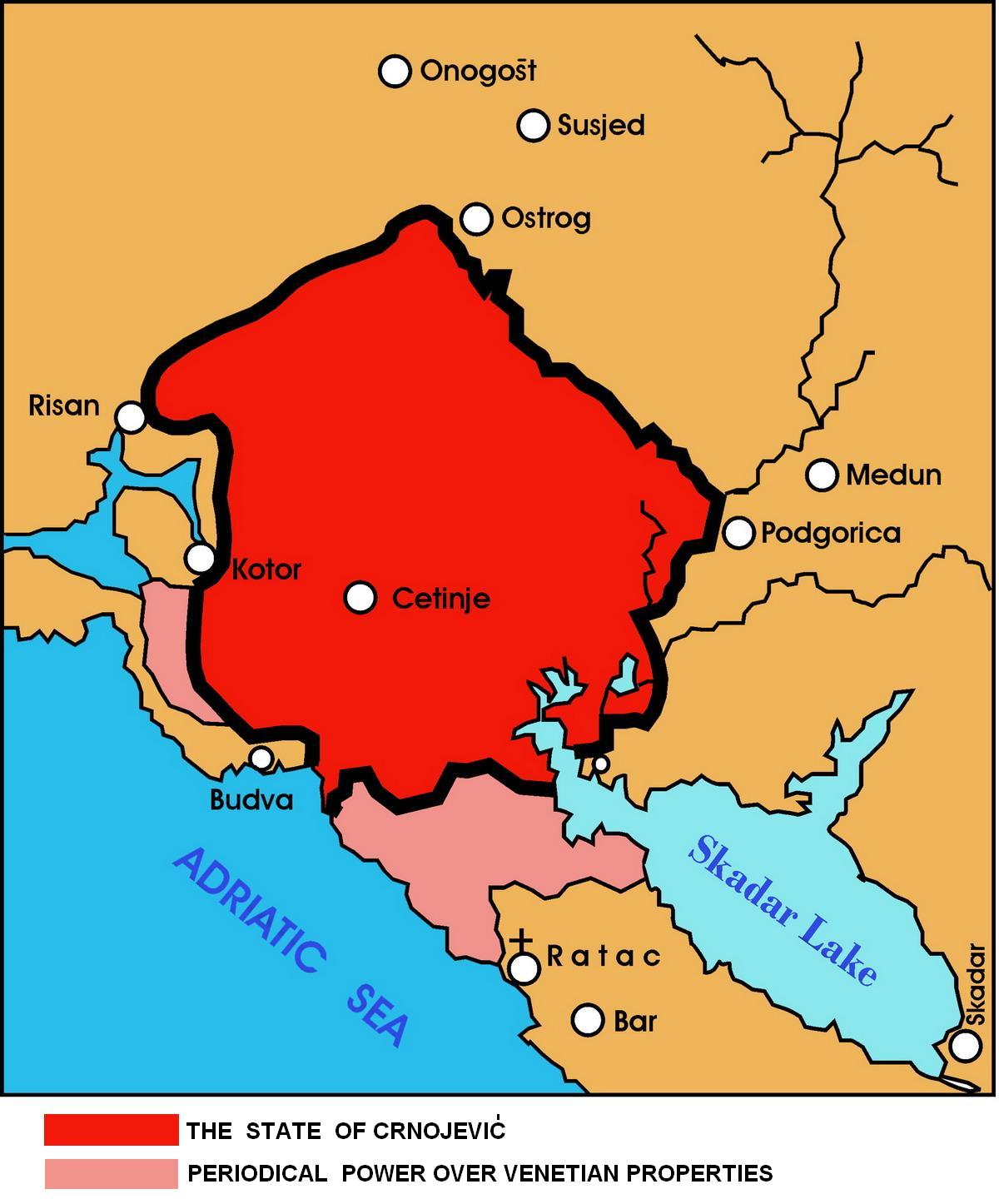
Le Monténégro sous la dynastie des Crnojevićs
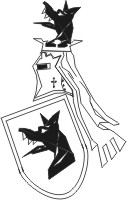
Blason de la dynastie des Balšićs

- République de Venise (697-1797)
- De administrando Imperio (vers 950) : Paganie (Neretljani), Zachlumie (Chelmia), Travonie (Travunja), Dioclée (Duklja)
- Zeta (État historique) (1356-1499)

Certes, les Monténégrins sont issus, sur le plan anthropologique, de peuplements serbes, ils se distinguent tôt dans l'histoire des Serbes actuels, tant sur le plan politique que culturel.
Après que des populations serbes, sous la tutelle byzantine, se sont installées dans les Balkans, une confédération se crée à la faveur du déclin temporaire de Byzance et sous la menace de l'Empire bulgare. 
La première principauté serbe, connue sous le nom de Rascie, comprend le territoire diocléen, autonome, décline : Byzance reprend ces territoires temporairement émancipés.
Vers 1040, à la suite de soulèvements, la Dioclée obtient son indépendance vis-à-vis de Byzance. 
En 1077, le pape Grégoire VII la reconnaît comme un État indépendant et son roi monténégrin Mihailo Vojislavljević comme rex Diocleæ (roi de Dioclée). 
Le royaume paie néanmoins un tribut à l'Empire byzantin et, plus tard, à l’Empire bulgare. 
La puissance de la Dioclée diminue et devient sujet des grands princes de la Rascie au XIIe siècle, cette dernière vient de s'émanciper formellement de la tutelle byzantine.
La Zeta — l'appellation Crna Gora (montagne noire) apparaissant sous Stefan Uroš II Milutin pour désigner un territoire plus petit que l'actuel Monténégro —, retrouvre son indépendance seulement à la suite de la division de l'Empire serbe en 1356 sous la dynastie Nemanjić. 
Le Zeta est alors gouverné à partir de 1360 par la Balšić. 
Il est ensuite sous la tutelle du despotat de Serbie (un des États serbes issu de la dislocation de l'Empire) de 1421 à 1456. 
Une autre famille noble de la Zeta, les Crnojević, redonne temporairement l'indépendance au pays avant que le territoire ne tombe sous la tutelle ottomane en 1479, à la suite des Guerres ottomanes en Europe.
En 1499 le Monténégro est officiellement sous l'autorité du sultan de la Sublime Porte.

## Période ottomane (1496-1862/1878)
À partir de 1496 les Ottomans s’emparent formellement de la région et le Monténégro est placé sous tutelle turque. Toutefois, le contrôle ottoman sur le Monténégro est rendu difficile par les caractères physiques de la région, rendant la tutelle ottomane lâche.
En 1516 le dernier prince séculier du Monténégro, Đurađ V Crnojević abdique et transfère l’autorité civile au métropolite de Cetinje, créant ainsi la fonction de prince-évêque. D’abord sujet à l'élection, cette fonction devient héréditaire et se transmet d’oncle à neveu à partir de 1697 sous la dynastie des Petrovitch.
En 1702, Danilo Ier Šćepčev Petrović-Njegoš déclare l'extermination de toutes les populations musulmanes du Monténégro, principalement des Musulmans, des Albanais et des Turcs : cet événement reste dans l'Histoire sous le nom de Vêpres monténégrines. 
Après ce massacre, le tsar de Russie, Pierre le Grand conclut en 1711 une alliance avec le Monténégro pour lutter contre les Turcs, à qui il vient de déclarer la guerre lors de la campagne du Prout. 
Après lui, Sava II Petrović-Njegoš (1735-1781) et plus encore ses successeurs consolident les institutions de la principauté.

## Émancipation monténégrine (1799-1878)
Pour temporiser la contagion de plus grands soulèvements dans les balkans, la pleine indépendance du Monténégro est reconnue par l'Empire ottoman en 1799,. Statut qui ne sera pas remis en cause par les puissances européennes contrairement aux successeurs ottomans de Selim III.
D'abord connu sous forme de principauté épiscopale, Daniel II (1851-1860) décide en 1852 de séparer l’Église et l’État, abolissant ainsi la fonction de prince-évêque et devient monarque séculier.
L'Empire ottoman ne renonce pas à en reprendre le contrôle. Grâce à l’aide de l’Autriche, des attaques ottomanes sont repoussées et en 1859 une commission internationale délimite pour la première fois les frontières de la principauté.
Son successeur, Nicolas Ier (1860-1918), y est également confronté et en 1862 la Convention de Scutari est entérinée par les deux parties. 
Nicolas Ier réussit à reconstituer son armée. 
À partir de 1876 les Ottomans sont battus à plusieurs reprises et finissent par reconnaître l’indépendance et les frontières du Monténégro au congrès de Berlin en 1878.

## La monarchie monténégrine (1878-1918)

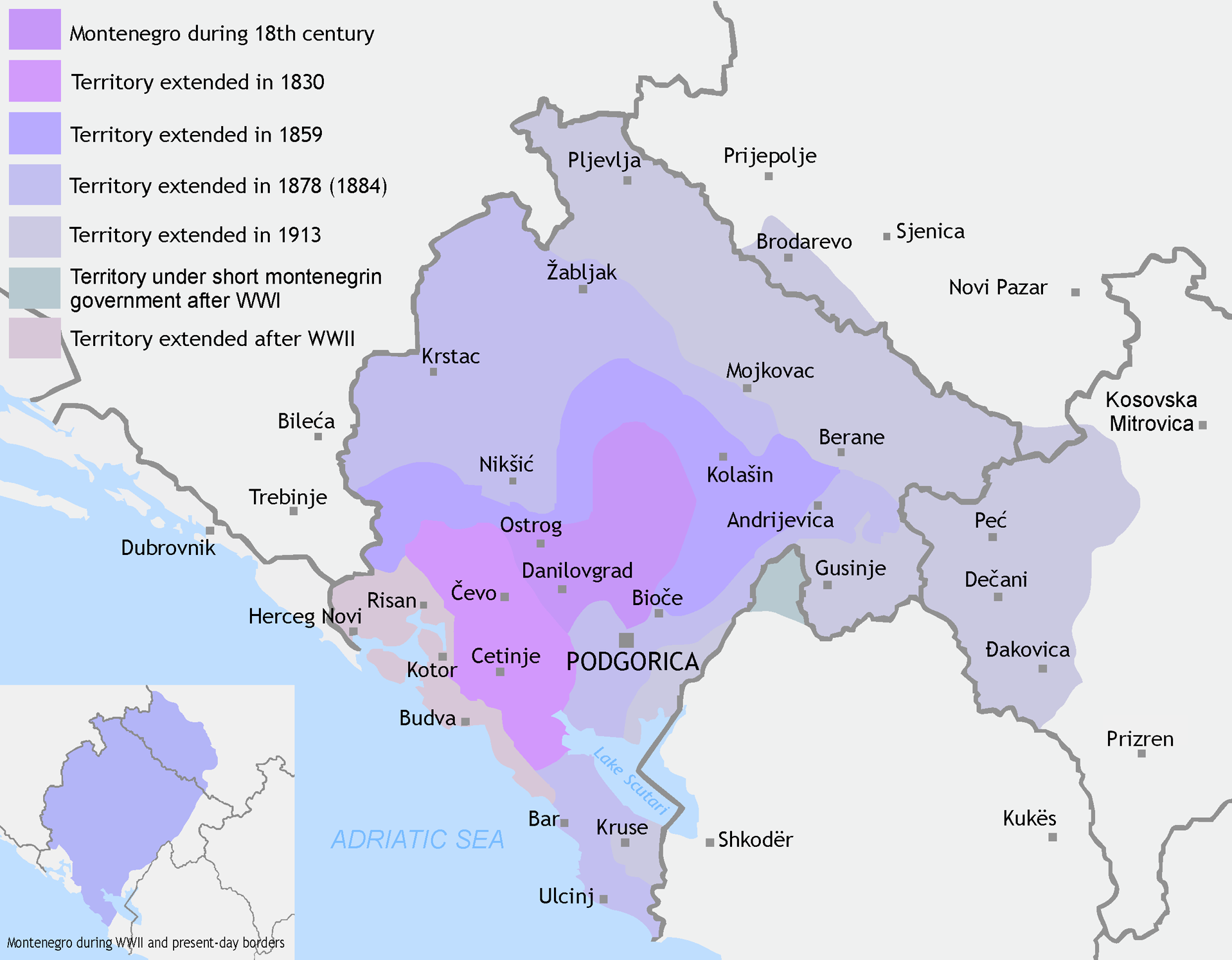
Extension du territoire monténégrin de 1830 à 1944.

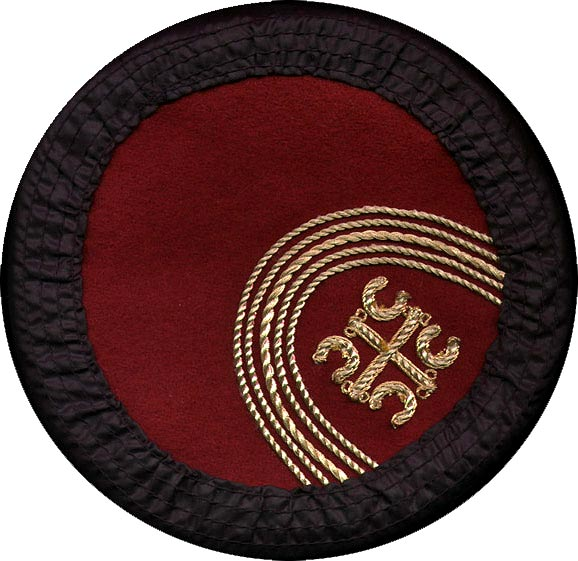
Chapeau traditionnel monténégrin

En 1905 Nicolas Ier de Monténégro décrète la fin du gouvernement autocratique et octroie une constitution libérale, mettant sur place un régime parlementaire. Après l'indépendance reconnue internationalement de la principauté du Monténégro par le congrès de Berlin, il proclame en 1910 l'établissement du royaume du Monténégro et prend le titre de roi.
En 1912, le royaume du Monténégro s’allie à la Grèce, à la Bulgarie et à la Serbie contre l'Empire ottoman. En octobre, symboliquement, le nouveau royaume donne son congé au chargé d'affaires ottoman à Cettigné, provoquant une panique financière chez les grandes puissances, car la guerre devient probable.
À la fin de la Seconde Guerre des Balkans, le pays a presque doublé de superficie. Le traité de Bucarest de 1913 lui octroya la moitié du Sandjak de Novipazar ainsi que la région de Peć.
Le royaume du Monténégro combat aux côtés des Alliés durant la Première Guerre mondiale. Le Monténégro fut occupé du 15 janvier 1916 à octobre 1918 par les troupes austro-hongroises. Après la guerre, alors que les troupes serbes stationnaient au Monténégro, une nouvelle assemblée se constitua. Le roi, toujours en exil en France, fut démis de ses fonctions, interdit de retour et l'assemblée, lors d'un vote très contesté, décida d'unifier le Monténégro à la Serbie le 13 novembre 1918. Le Monténégro devint un territoire du royaume de Serbie le 28 novembre 1918.

## Le Monténégro dans l'ensemble des Slaves du Sud
Au lendemain du conflit mondial, le 1er décembre 1918, le Monténégro, alors au sein du royaume serbe, rejoignit le royaume des Serbes, Croates et Slovènes, devenu en 1929 le royaume de Yougoslavie. Lors du vote sur l'union avec la Serbie en 1918, le nom de ceux qui étaient en faveur de ce rattachement figurait sur des listes de papier blanc ; celui de leurs adversaires sur des listes de papier vert, d'où leur nom de « Blancs » et de « Verts ». Après le rattachement, les Verts se soulevèrent et le 4 janvier 1919, ils occupèrent la ville de Cetinje. L'insurrection fut écrasée par les troupes alliées présentes dans la région, sous le commandement du général français Venel. Les Verts recoururent alors à une guérilla, impitoyablement réprimée par les Blancs. La lutte dura jusqu'en 1924. Ceux des Verts qui avaient renoncé à la lutte armée formèrent alors un parti fédéraliste monténégrin.

## Le Monténégro durant la Seconde Guerre mondiale

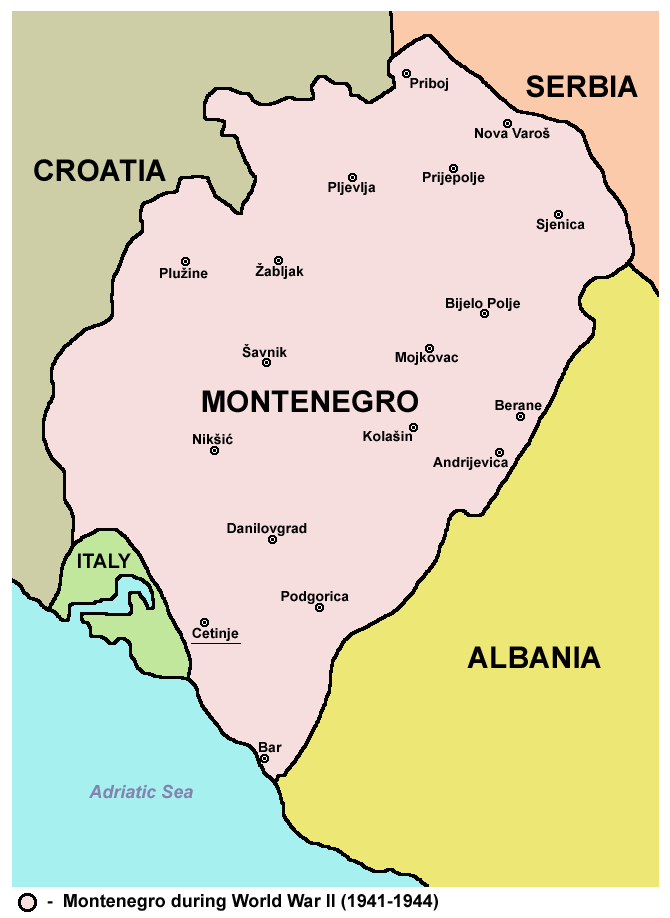

Après l'invasion de la Yougoslavie, l'Italie occupe le Monténégro et tente de créer un nouveau « royaume ». Confrontés à l'insurrection, ils doivent cependant y renoncer et font du territoire un gouvernorat. En septembre 1943, l'Allemagne nazie occupe le pays après la capitulation italienne. En décembre 1944, les Allemands se retirent du Monténégro, dont les Partisans communistes prennent alors le contrôle.
- Gouvernorat italien du Monténégro, Front yougoslave de la Seconde Guerre mondiale

## La République yougoslave du Monténégro (1945-2002)
- Histoire de la Yougoslavie

La République socialiste du Monténégro constitue une des républiques fédérées de la République fédérative populaire de Yougoslavie à l’époque communiste, puis en 1963 sous Tito, de la République fédérative socialiste de Yougoslavie. Sous le régime de Milošević et à la suite de l'effondrement du communisme, le Monténégro est l'une des deux républiques constitutives de la troisième Yougoslavie.

## Vers l'autodétermination
En 2002, sous la pression de l’Union européenne, la Serbie et le Monténégro sont arrivés à un accord sur une union réorganisée pour au moins trois ans. Ce compromis, dit « accord de Belgrade », prévoyait, entre autres changements, de renoncer définitivement au nom de Yougoslavie pour celui de la communauté d’États de Serbie-et-Monténégro (avec un « -et- » entre les deux noms). Cet accord entre en vigueur en 2003.
À l'issue de cette période moratoire, un référendum sur l’indépendance du Monténégro est organisé le 21 mai 2006,, 55,5 % des voix se portent sur l’indépendance (motivée par le désir d’une intégration plus rapide dans l’Union européenne et l'OTAN), cet événement annonçant donc la dissolution définitive de ce qui restait de l’ancienne Yougoslavie (dont ne subsisterait que les provinces autonomes serbes de Voïvodine et celle du Kosovo, cette dernière étant placée sous administration de l’ONU en quasi-« protectorat »). 
Le président monténégrin annonce déjà vouloir transférer la capitale actuelle de la république de Podgorica vers Cetinje (l’ancienne capitale royale historique).
La Serbie et la Russie prennent acte des résultats du référendum. 
Ces deux gouvernements, ainsi que l’UE et l’ONU, attendent cependant la proclamation des résultats pour se prononcer officiellement. 
Dans un communiqué, l’UE (qui avait exigé que l'indépendance soit approuvée par une majorité de 55 % au moins) constate la régularité du scrutin.

## Le Monténégro depuis son indépendance

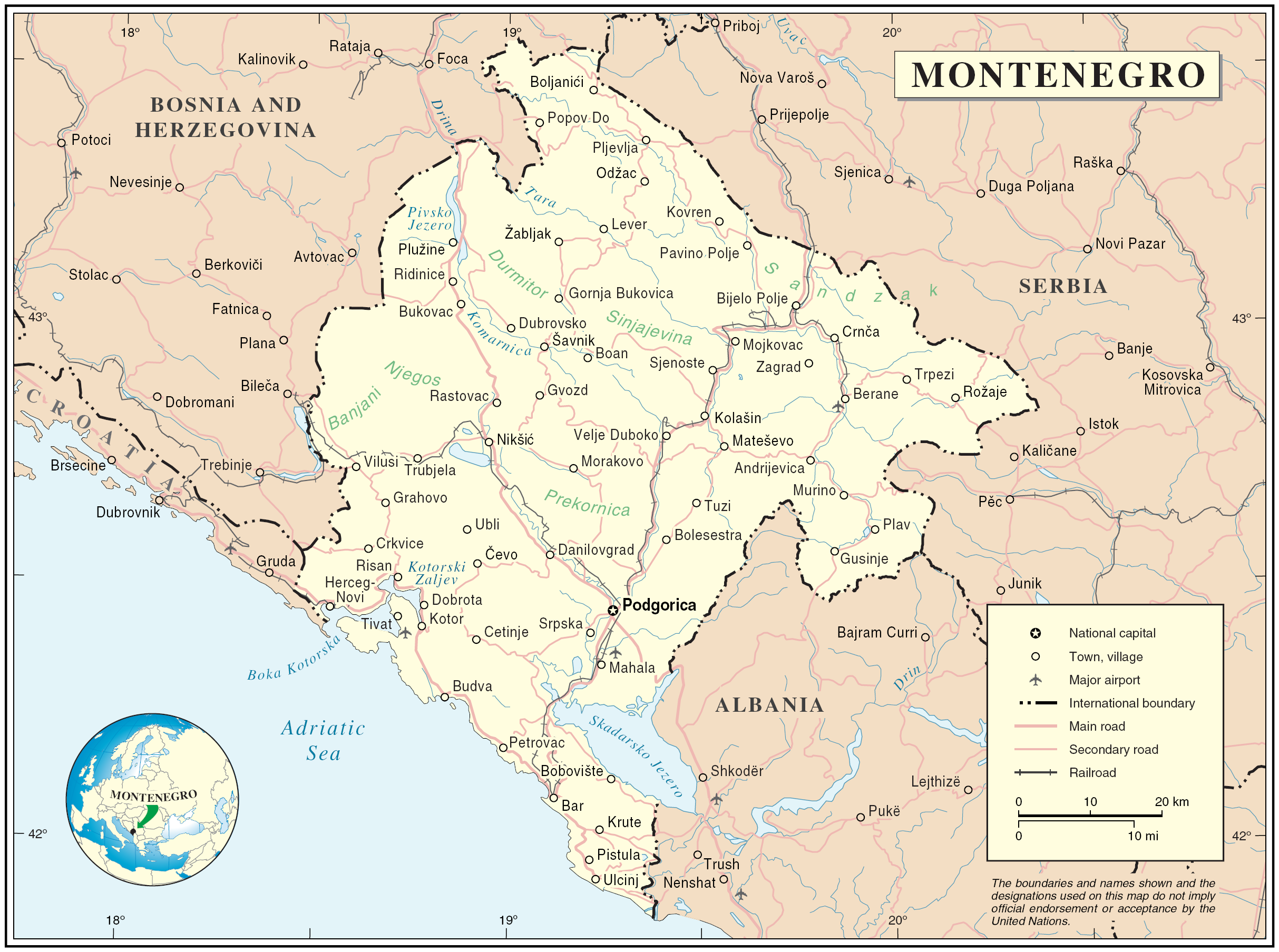
Carte du Monténégro.

Divisions administratives 2022.

À la suite du référendum du 21 mai, le Parlement du Monténégro adopte dans la soirée du 3 juin 2006 une résolution proclamant officiellement l'indépendance du pays, celle-ci entrant immédiatement en application.
Deux jours plus tard, le 5 juin, la Serbie proclame son indépendance en tant qu'État successeur de l'Union serbo-monténégrine. Ce faisant, elle reconnaît de facto l'indépendance du Monténégro.
Le 9 juin, le ministre islandais des Affaires étrangères Geir Haarde a annoncé avoir reconnu le Monténégro comme un pays indépendant et souverain, faisant ainsi de l’Islande le premier pays au monde à reconnaître l’indépendance monténégrine. La Russie lui emboîte le pas le 11 juin, devenant ainsi la première grande puissance à le faire. Elle est suivie dès le 13 juin par les États-Unis, le Royaume-Uni et la France qui ont adopté la même attitude. Le gouvernement serbe reconnaît officiellement l'indépendance du Monténégro le 15 juin.
Le 22 juin, le Monténégro devient le 56e État membre de l'OSCE. Puis le 28 juin, il est admis en tant que 192e État membre de l’ONU.
Le 17 mars 2007, le Monténégro signe un accord de stabilisation et d'association avec l’Union européenne : les signataires sont Olli Rehn, commissaire européen à l'élargissement, et Željko Šturanović, le premier ministre du Monténégro. Le 15 décembre 2008 le Monténégro dépose officiellement sa demande de candidature à l'Union européenne. 
En 2009 l'OTAN ouvre ses portes au Monténégro en lui concédant un plan d'action en vue de sa future adhésion,. Le statut de pays candidat est officiellement reconnu au Monténégro le 17 décembre 2010.
Le 2 décembre 2015, le Monténégro est invité à devenir le 29e pays de l'OTAN. Alors que le sujet engendre des tensions avec la Russie, une tentative de coup d'État est éventée en juin 2016. Le pays intègre l'organisation le 5 juin 2017.

### Galerie de dirigeants politiques récents
Présidence

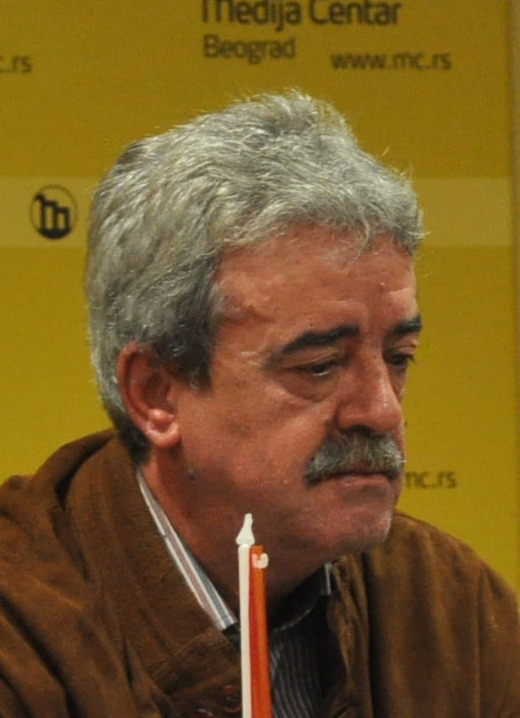
Momir Bulatović 1990-1998
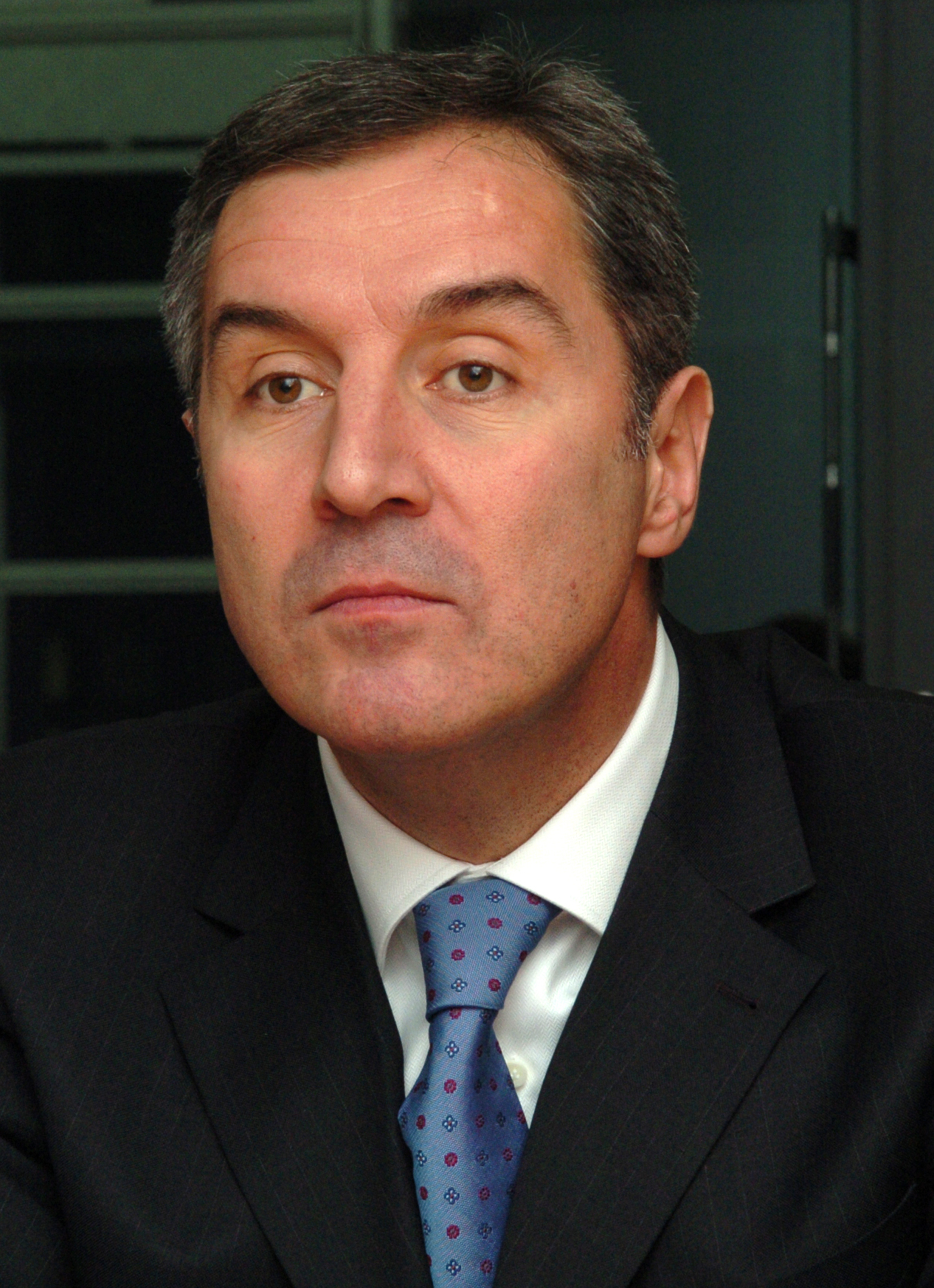
Milo Đukanović 1998-2002 2018-2023
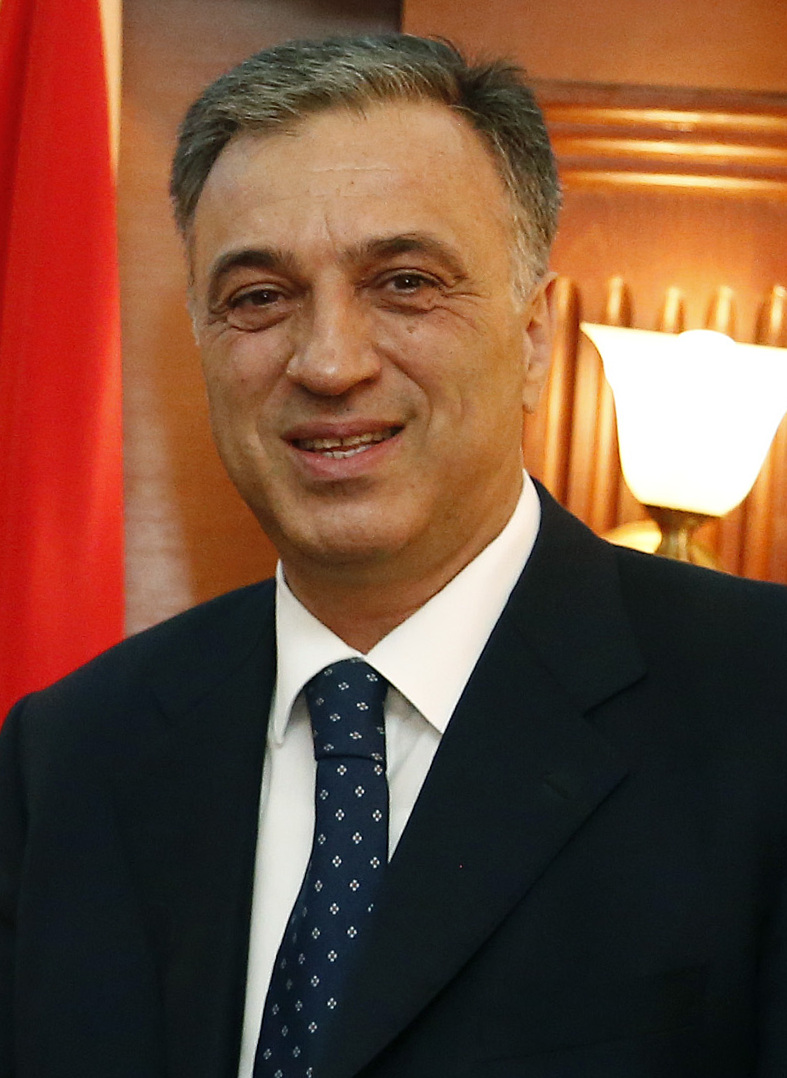
Filip Vujanović 2002-2018
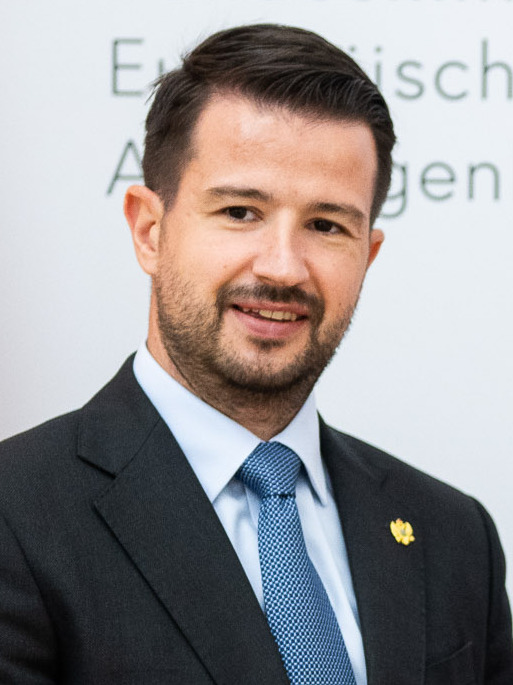
Jakov Milatović 2023-présent

Gouvernement

Filip Vujanović 1998-2002
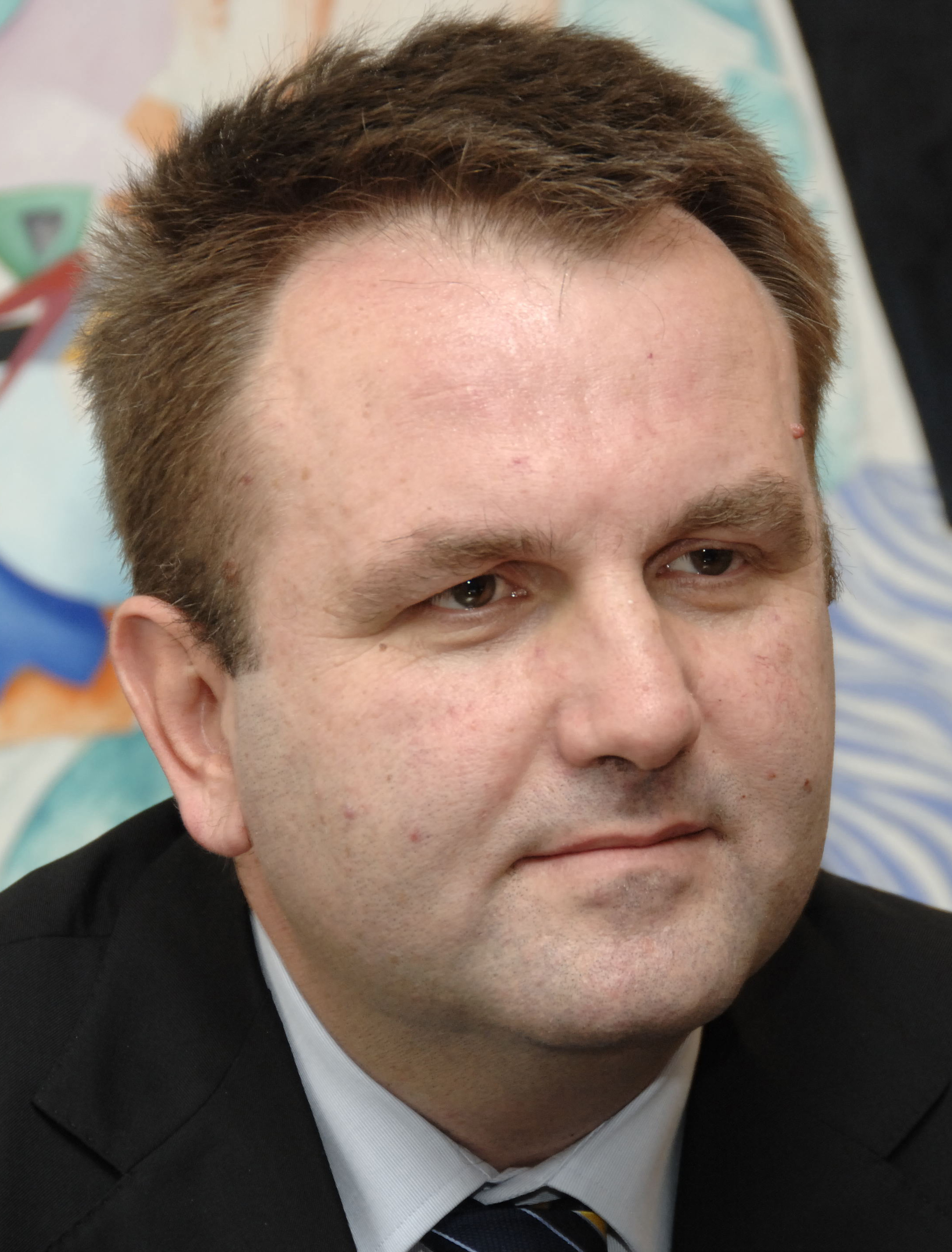
Željko Šturanović 2006-2008
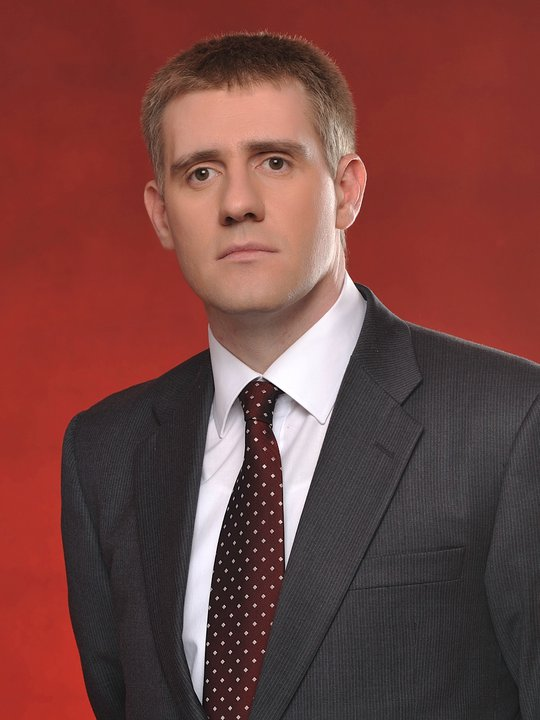
Igor Lukšić 2010-2012
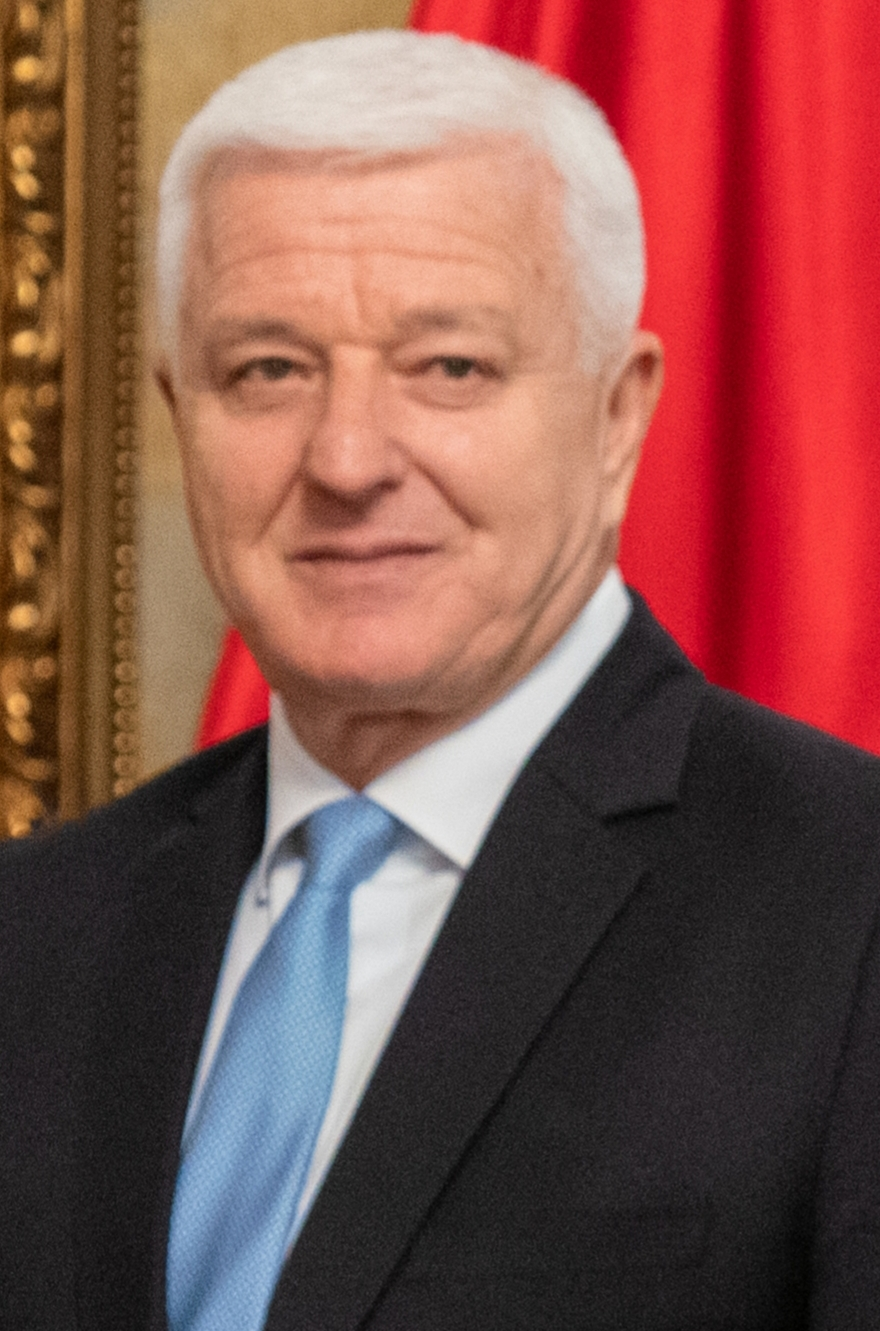
Duško Marković 2016-2020
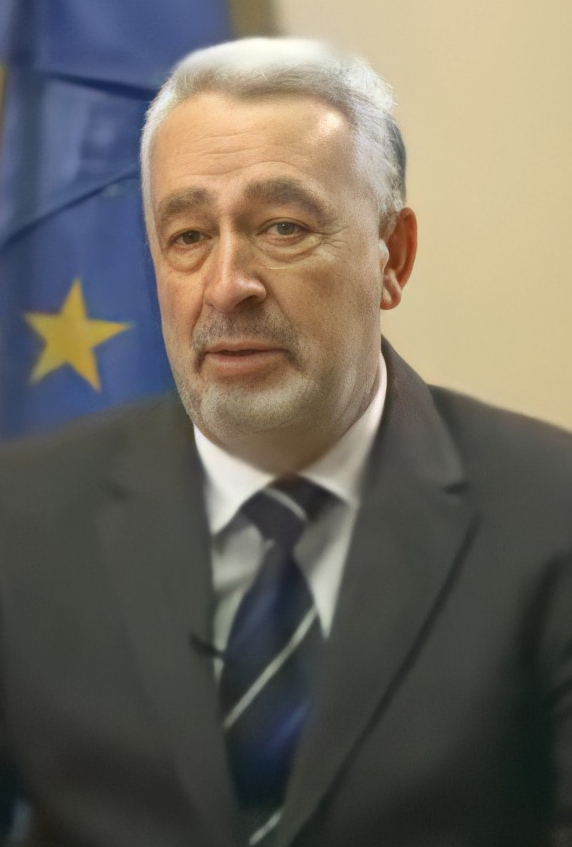
Zdravko Krivokapić 2020-2022
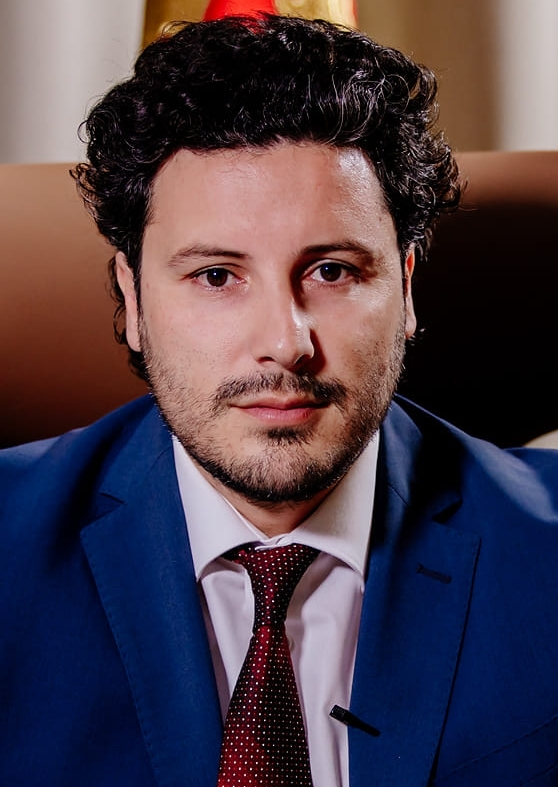
Dritan Abazović 2022-2023
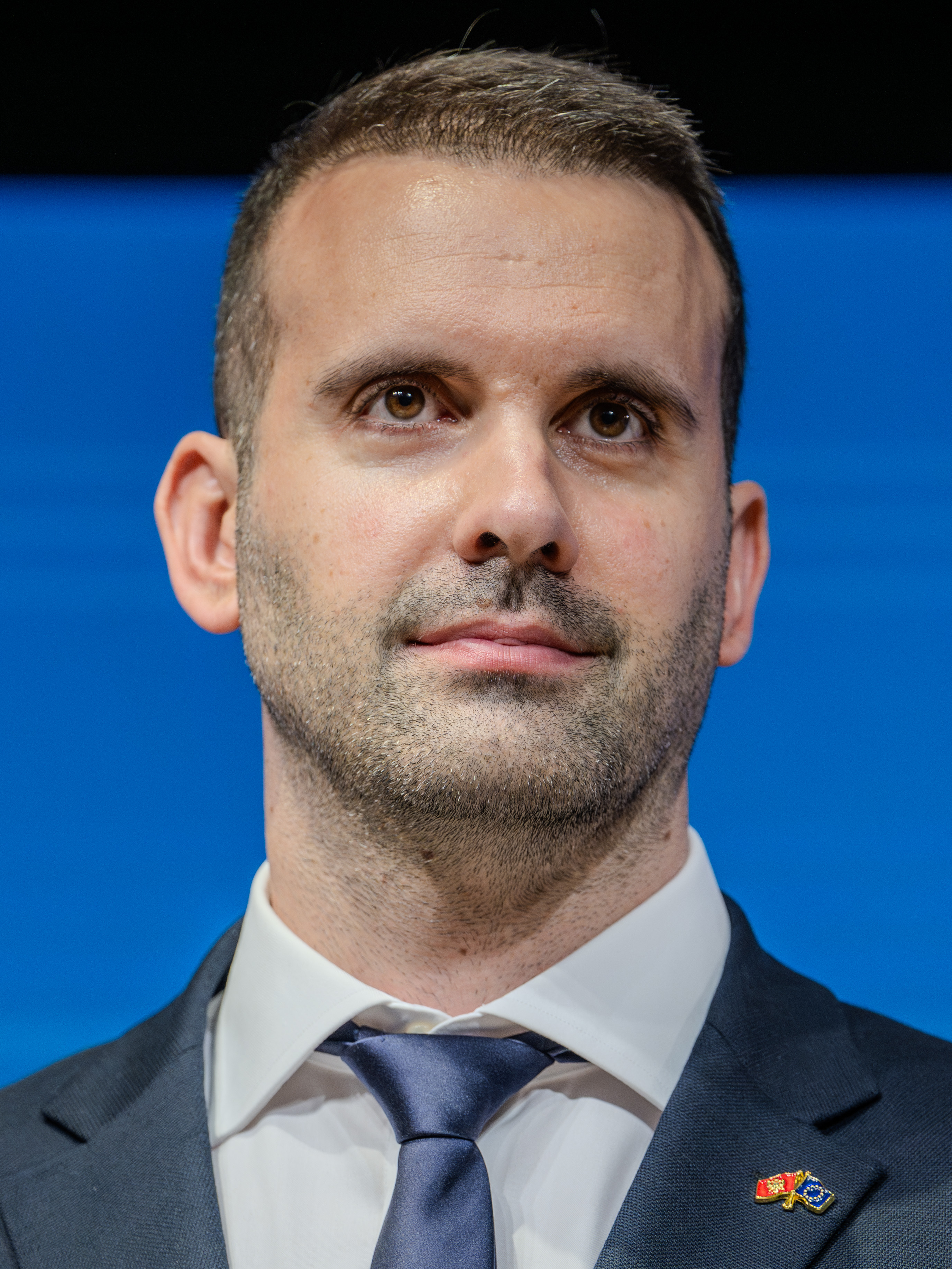
Milojko Spajić 2023-présent